# تومسون جي. سكينر
تومسون جي. سكينر هو قاضي ومحامي وسياسي أمريكي، ولد في 24 مايو 1752 في كولتشستر في الولايات المتحدة، وتوفي في 20 يناير 1809 في بوسطن في الولايات المتحدة. نشط حزبياً في الحزب الجمهوري الديمقراطي. وقد انتخب أمين صندوق الدولة ‏ وانتخب عضو مجلس نواب ماساتشوستس ‏ وانتخب عضو مجلس النواب الأمريكي ‏.